# Vautorte
Vautorte är en kommun i departementet Mayenne i regionen Pays de la Loire i nordvästra Frankrike. Kommunen ligger i kantonen Ernée som tillhör arrondissementet Mayenne. År 2022 hade Vautorte 612 invånare.

## Befolkningsutveckling
Antalet invånare i kommunen Vautorte
| Referens: INSEE |